# الداسنية (قبيلة)
الداسنية قبيلة من أزيدية، ورد ذكرهم في بطون التاريخ. يذكرهم ياقوت الحموي  حيث يقول: (داسن: اسم جبل عظيم في شمالي الموصل من جانب دجلة الشرقي فيه خلق كثير من طوائف الأكراد يقال لهم: الداسنية). وكانت مساكنهم وما زالت في موضع يدعى جبل داسن قرب الموصل وإليه انتسبوا.
ورد ذكر داسن في كتب الفتوحات الإسلامية حيث ورد أنه: في زمن الخليفة عمر بن الخطاب ، أرسل قائد الجيش الإسلامي عتبة بن فرقد السلمي سنة عشرين للهجرة فقاتله أهل نينوى، فأخذ حصنها وهو الشرقي عنوة وعبر دجلة فصالحه أهل الحصن الآخر على الجزية (...) ثم فتح المرج وقراه وأرض باهذرى وباعذري وحبتون والحيانة والمعلة ودامير وداسن وجميع معاقل الأكراد. كان أميرهم في أيام الخليفة العباسي المعتصم يدعى مير جعفر الداسني، وكان قد تمرد على سلطته، فجهز المعتصم جيشا من الأتراك بقيادة إيتاخ. بعد ظهور الشيخ عدي بن مسافر بين ظهرانيهم صاروا من أتباع الشيخ واشتهروا بالعدوية أو اليزيدية. في أيام العثمانيين، ظهر بين الداسنيين أمير يدعى مير حسين الداسني سيطر على أربيل ودهوك وأطراف الموصل، ونال حظوة لدى السلطان العثماني سليمان القانوني.[بحاجة لمصدر] اسم داسن اضمحل عدا بعض التسميات من هنا وهناك تشهد لهم بمجد غابر.
ظهر من الداسنية من اشتهر بالموسيقى وهو جمال الدين عمر الداسني الكردي (ولد في1263م) مؤلف كتاب: «الكنز المطلوب في الأنغام والضروب».